# مقاطعة بيرسي (واشنطن)
مقاطعة بيرسي (بالإنجليزية: Pierce County)‏ هي إحدى مقاطعات ولاية واشنطن في الولايات المتحدة الأمريكية.

## أعلام
- كينيث سيمونز
- جورج دبليو. غريغوري